# Kroatisch honkbalteam

De Kroatische vlag.

Het Kroatisch honkbalteam is het nationale honkbalteam van Kroatië. Het team vertegenwoordigt het land tijdens internationale wedstrijden. De manager is Kristina Uroic.
Het Kroatisch honkbalteam sloot zich in 1992 aan bij de Europese Honkbalfederatie (CEB), de continentale bond voor Europa van de IBAF.

## Kampioenschappen

### Wereldkampioenschap
Kroatië nam eenmaal deel aan het wereldkampioenschap honkbal. In 2009 eindigde het team op de achttiende plaats.
| Editie    | 2009 |
| Prestatie | 18e  |

### Europees kampioenschap
Kroatië nam twaalf keer deel aan het Europees kampioenschap honkbal. De zevende plaats (in 2021) is de hoogst behaalde eindklassering.
| Editie    | 1999 | 2001 | 2003 | 2005 | 2007 | 2010 | 2012 | 2014 | 2016 | 2019 | 2021 | 2023 |
| Prestatie | 11e  | 8e   | 10e  | 12   | 8e   | 11e  | 10e  | 12e  | 10e  | 11e  | 7e   | 10e  |